# Krka (Hrvaška)
Hrvaška reka Krka (75 km) izvira pod Dinaro blizu hrvaško-bosanskohercegovske meje 3,5 km severovzhodno od Knina. Mimo Knina teče proti jugu skozi Dalmacijo ter se pri Skradinu razširi v Prokljansko jezero. Pred izlivom v Jadransko morje oz. Šibeniški zaliv pri Šibeniku tvori lepe in znane slapove,
Skradinski Buk, splet slapov in brzic. Najvišja slapova sta Manojlovački slap v treh skokih (85 m) in Skradinski Buk (48 m). Navzgor po reki, znani po možnostih za ribolov (postrvi, kleni, jegulje) je frančiškanski samostan Visovac iz 15. stol., v katerega knjižnici hranijo stara dela, med njimi tudi enega izmed primerkov Ezopovih Basni, izdanih v Dubrovniku leta 1487.Ta katoliški samostan leži na slikovitem otoku sredi reke.
Višje ob reki, sredi gozdov pa leži živopisen srbski pravoslavni samostan sv. Arhanđela (Krka), ki ga je zgradila Jelena Šubić, sestra srbskega carja Dušana Silnega. Samostanska cerkev je iz 14. stoletja, posvečena pa je nadangelu Mihaelu. Kompleks je v celoti zgrajen v bizantinskem slogu, vidni pa so tudi romanski vplivi(zvonik). Samostan je preživel burne čase, med ustaškim preganjanjem je ostal nedotaknjen, leta 1995 pa so ga poškodovali Hrvati med operacijo Nevihta. Obnovljen je bil 1998. Ta del je tudi zaščiten kot Narodni park Krka.
Na celotnem vodotoku Krke je sedem slapov, ki imajo skupen padec 244 m.
Pomembnejši pritoki so: Kršić, Kosovičica, Orašnica, Butišnica in Čikola. Na reki so tri hidroelektrarne, Jaruga I. (moč 5,6 MW),  Jaruga II. (moč 41,6 MW) in Miljacka (pri kraju Manojlovac, moč 20 MW), skupna letna proizvodnja električne energije znaša okoli 170 milijonov kWh.